# 宰拉夫河
宰拉夫河（Bahr el Zeraf）是非洲國家南蘇丹的河流，位於該國瓊萊省，屬於白尼羅河的支流，河道全長240公里，發源自蘇德沼澤南部，最終在距離馬臘拉爾56公里處注入白尼羅河。

## 外部連結
- Bahr el Zeraf (river)（页面存档备份，存于）, Getty Thesaurus of Geographic Names
- Baḩr az Zarāf（页面存档备份，存于）,  GEOnet Names Server

9°24′45″N 31°9′52″E / 9.41250°N 31.16444°E